# Grallipeza vicina
Grallipeza vicina är en tvåvingeart som beskrevs av Willi Hennig 1934. Grallipeza vicina ingår i släktet Grallipeza och familjen skridflugor.
Artens utbredningsområde är Guyana. Inga underarter finns listade i Catalogue of Life.